# Domani 21/04.2009
Domani 21/04.2009 ist eine Charity-Single von der zu diesem Anlass formierten Supergroup Artisti Uniti per l’Abruzzo im Jahr 2009. Die Erlöse aus dem Projekt gingen an die Opfer des Erdbebens von L’Aquila. Beim Lied handelt es sich um eine Coverversion von Mauro Paganis Domani aus dessen gleichnamigen Album von 2003.
Das Lied hatte seine Radiopremiere am 6. Mai 2009 um 3:32h, genau einen Monat nach dem Erdbeben. Es erreichte die Spitze der italienischen Singlecharts und hielt diese Position für zwölf Wochen, womit es auch die meistverkaufte Single des Jahres wurde.

## Hintergrund und Entstehung
Am 6. April 2009 ereignete sich in den Abruzzen ein schweres Erdbeben, das mehr als 300 Todesopfer forderte. Um den Wiederaufbau der Stadt L’Aquila zu unterstützen, ergriff Musiker Jovanotti die Initiative und kontaktierte Giuliano Sangiorgi, den Frontman der Band Negramaro.

„Wir haben uns gefragt, was wir tun könnten, denn erstmals erschienen uns die im Fernsehen gezeigten Bilder nicht mehr weit weg, sondern sehr nahe und schmerzvoll. Anfangs dachten wir an ein Konzert, aber das kam uns im Angesicht einer solchen Tragödie zu ausgelassen vor. Daher beschlossen wir, ein Lied aufzunehmen, und dafür Mauro [Pagani] als Produzent dazuzuholen“

Mauro Pagani konnte rasch davon überzeugt werden, mit an Bord zu kommen. In den folgenden Tagen konnten über 50 weitere Musiker für die Initiative gewonnen werden. Einige mussten jedoch auch absagen, darunter Ivano Fossati, Fiorella Mannoia, und Subsonica, da es ihnen nicht möglich war, kurzfristig zur Aufnahme des Liedes nach Mailand zu kommen, wo am 21. April 2009 sämtliche Aufnahmen im Officine Meccaniche Recording Studio gemacht wurden. Jovanotti und Sangiorgi beschrieben die Atmosphäre während der Aufnahmen als „fröhlich und kreativ, ganz als ob wir eine Gruppe Schüler wären. Es war wie bei einer Demonstration. Ein historischer Tag, oder vielmehr ein Traum von einem Tag“.

## Beteiligte
Artisti Uniti per l’Abruzzo
- Afterhours
- Al Bano
- Niccolò Agliardi
- Malika Ayane
- Claudio Baglioni
- Franco Battiato
- Baustelle
- Samuele Bersani
- Bluvertigo
- Luca Carboni
- Caparezza
- Caterina Caselli
- Casino Royale
- Carmen Consoli
- Cesare Cremonini
- Dolcenera
- Elisa
- Elio e le Storie Tese
- Niccolò Fabi
- Fabri Fibra
- Giusy Ferreri
- Tiziano Ferro
- Eugenio Finardi
- Frankie Hi-NRG MC
- Giorgia
- Gianluca Grignani
- J-Ax
- Jovanotti
- Ligabue
- Malika Ayane
- Mango
- Gianni Maroccolo
- Marracash
- Gianni Morandi
- Gianna Nannini
- Negramaro
- Negrita
- Nek
- Pacifico
- Mauro Pagani
- Giuliano Palma
- Laura Pausini
- Roy Paci
- Piero Pelù
- Max Pezzali
- Massimo Ranieri
- Francesco Renga
- Ron
- Enrico Ruggeri
- Antonella Ruggiero
- Sud Sound System
- Tricarico
- Roberto Vecchioni
- Antonello Venditti
- Mario Venuti
- Zucchero

Musiker
- Saturnino Celani – Bass
- Cesareo (Elio e le Storie Tese) – Gitarre
- Vittorio Cosma – Hammondorgel
- Eros Cristiani – Klavier
- Joe Damiani – Schlagzeug
- Franco „Francky“ Li Causi (Negrita) – Bass
- Cesare Mac Petricich (Negrita) – Gitarre
- Andrea Mariano (Negramaro) – Keyboard
- Riccardo Onori – Gitarre
- Roy Paci – Trompete
- Mauro Pagani – Geige
- Emanuele Spedicato (Negramaro) – Gitarre
- Danilo Tasco (Negramaro) – Perkussion

Produktion
- Guido Andreani – Toningenieur
- Antonio Baglio – Mastering
- Jacopo Dorici – Assistent
- Taketo Gohara – Toningenieur
- Jovanotti – Koproduzent
- Mauro Pagani – Produzent
- Pino Pischetola – Mix
- Giuliano Sangiorgi – Koproduzent
- Marco Sorrentino – Executive Producer

## Erfolg
In der Chartwoche vom 8. Mai 2009 stieg das Lied auf Anhieb auf Platz eins der Downloadcharts ein und hielt diese Position für zwölf Wochen. Insgesamt stand es 27 Wochen in den Charts und war die meistverkaufte Single Italiens im Jahr 2009. Sie wurde mit Mehrfachplatin für über 60.000 Verkäufe ausgezeichnet. Bis April 2010 hatte sich die Single 450.000-mal als CD und 74.000-mal als Download verkauft.
| Charts  | Höchst- position | Wochen |
| ------- | ---------------- | ------ |
| Italien | 1                | 27     |

## Veröffentlichung
|         | Datum        | Format    | Label       |
| ------- | ------------ | --------- | ----------- |
| Italien | 6. Mai 2012  | Radio     | Sugar Music |
| Italien | 8. Mai 2012  | Download  | Sugar Music |
| Italien | 15. Mai 2012 | CD-Single | Sugar Music |

## Belege
1. 1 2 3  Stefano Mannucci: Un canto per l’Abruzzo. Tra i promotori Jovanotti e Mauro Pagani. In: Il Tempo. 6. Mai 2009, archiviert vom Original (nicht mehr online verfügbar) am 17. Juli 2012; abgerufen am 1. Mai 2017 (italienisch).  Info: Der Archivlink wurde automatisch eingesetzt und noch nicht geprüft. Bitte prüfe Original- und Archivlink gemäß Anleitung und entferne dann diesen Hinweis.
2. ↑  John Hooper: Pope visits Italian village hit hardest by earthquake. In: The Guardian. 28. April 2009, abgerufen am 1. Mai 2017 (englisch).
3. ↑  Rita Celi: La musica italiana per l’Abruzzo 56 artisti cantano per ricostruire. In: Repubblica.it. 5. Mai 2009, abgerufen am 1. Mai 2017 (italienisch).
4. ↑  Domani 21/04.09 per l’Abruzzo, Giuliano (Negramaro): Un gesto naturale. In: Rockol.it. 6. Mai 2009, abgerufen am 1. Mai 2017 (italienisch).
5. ↑  Domani 21/04.09. Artisti uniti per l’Abruzzo. Ministero dei beni e delle attività culturali e del turismo, archiviert vom Original (nicht mehr online verfügbar) am 21. August 2011; abgerufen am 1. Mai 2017 (italienisch).  Info: Der Archivlink wurde automatisch eingesetzt und noch nicht geprüft. Bitte prüfe Original- und Archivlink gemäß Anleitung und entferne dann diesen Hinweis.
6. ↑  Domani 21/04.09 per l’Abruzzo, Mauro Pagani: Mai visto tanto entusiasmo. In: Rockol.it. 5. Mai 2009, abgerufen am 1. Mai 2017 (italienisch).
7. ↑  Artisti Uniti per l’Abruzzo: biografia. MTV, abgerufen am 1. Mai 2017 (italienisch).
8. ↑  Domani 21. April 2009, Artisti uniti per l’abruzzo. In: Wuz.it. 7. Mai 2009, archiviert vom Original am 13. April 2012; abgerufen am 17. Juli 2017 (italienisch).
9. ↑  Musica: 1 mln di euro in Abruzzo con brani Domai, il più venduto del 2009. Adnkronos, 22. Dezember 2009, abgerufen am 17. Juli 2017 (italienisch).
10. 1 2  aus den CD-Credits
11. ↑  Tiziano Ferro, il cd più venduto del 2009. 19. Januar 2010, abgerufen am 1. Mai 2017 (italienisch).
12. ↑  Awards 2010. (PDF) Federazione Industria Musicale Italiana, archiviert vom Original (nicht mehr online verfügbar) am 29. Mai 2012; abgerufen am 17. Juli 2017 (italienisch).  Info: Der Archivlink wurde automatisch eingesetzt und noch nicht geprüft. Bitte prüfe Original- und Archivlink gemäß Anleitung und entferne dann diesen Hinweis.
13. ↑  Quasi 1,2 milioni di euro raccolti grazie al brano Domani 21.04.09. Adnkronos, 22. April 2010, archiviert vom Original am 21. November 2015; abgerufen am 1. Mai 2017 (italienisch).
14. ↑  Guido Racca & Chartitalia: Top 100 FIMI Singoli. Lulu, 2013, S. 66.
15. ↑  Paolo Giordano: Jovanotti guida i 56 artisti per l’Abruzzo. In: Corriere della Sera. 6. Mai 2009, S. 46 (corriere.it (Memento vom 31. Oktober 2015 im Internet Archive) [abgerufen am 1. Mai 2017]).